# 주부가요열창
《주부가요열창》은 1988년 5월 11일부터 1993년 5월 22일까지 MBC에서 방송된 주부 대상 가요 경연 프로그램이다.